# Busdorfkirche

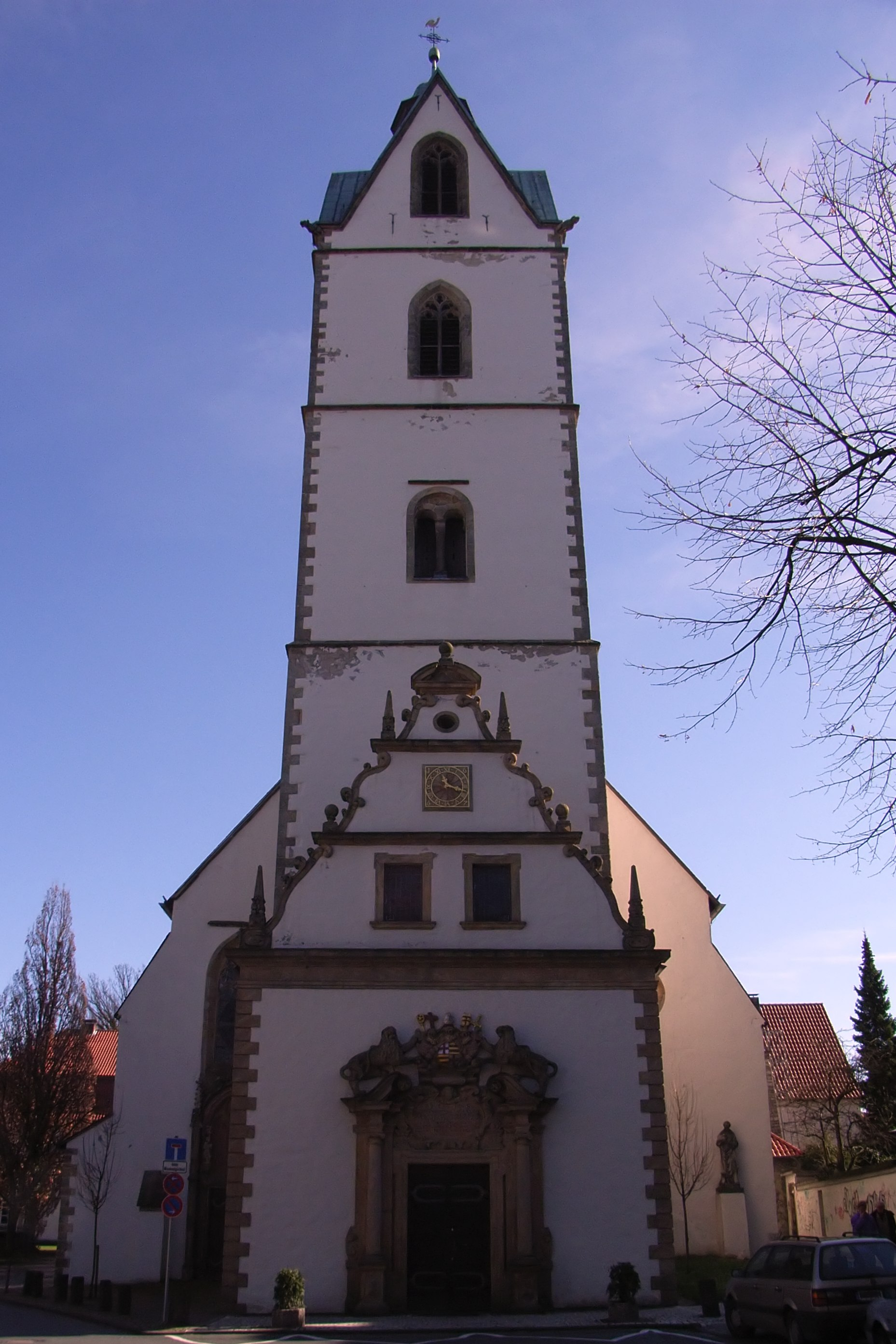
Busdorfkirche

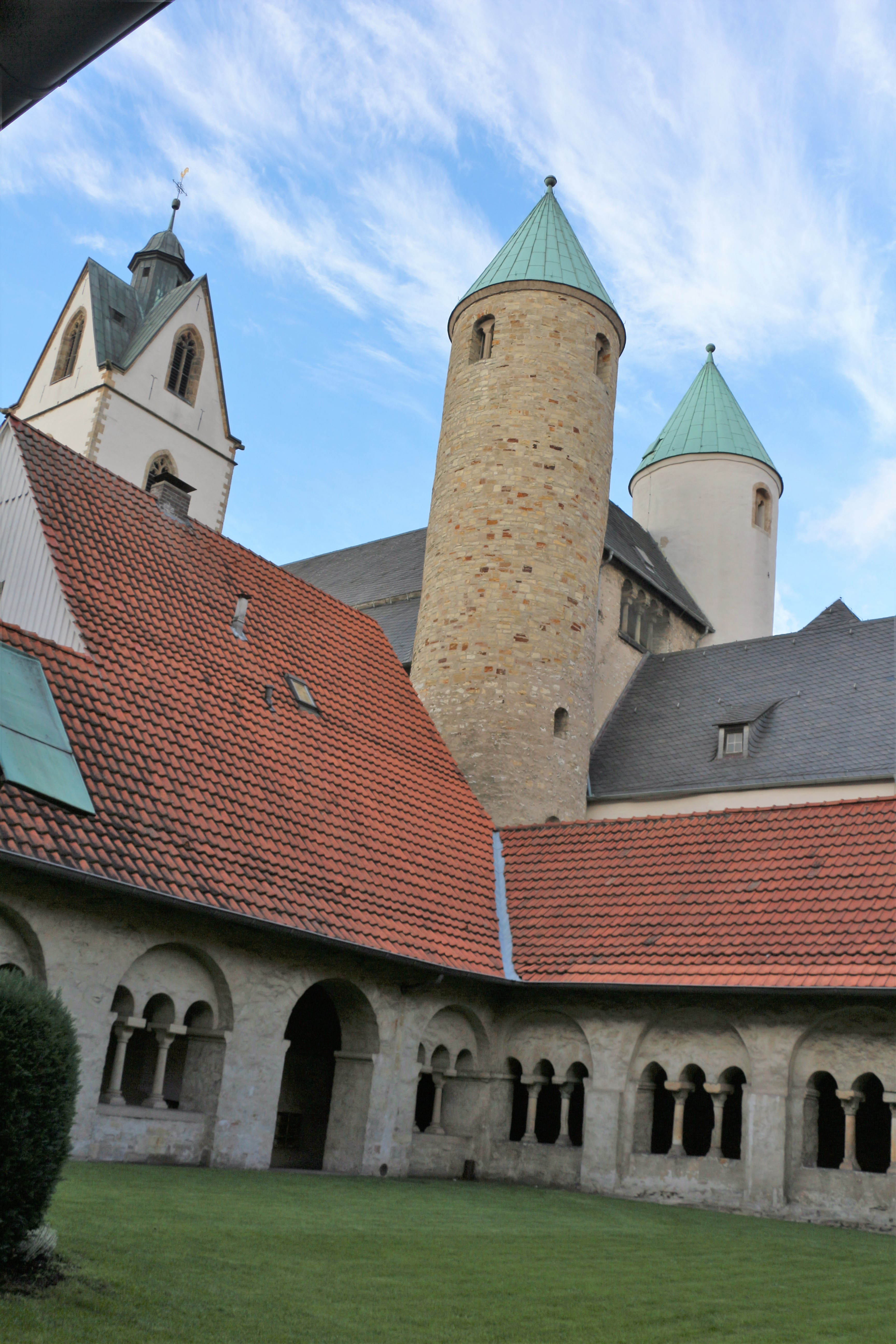
Blick auf die drei Türme aus dem Kreuzgang

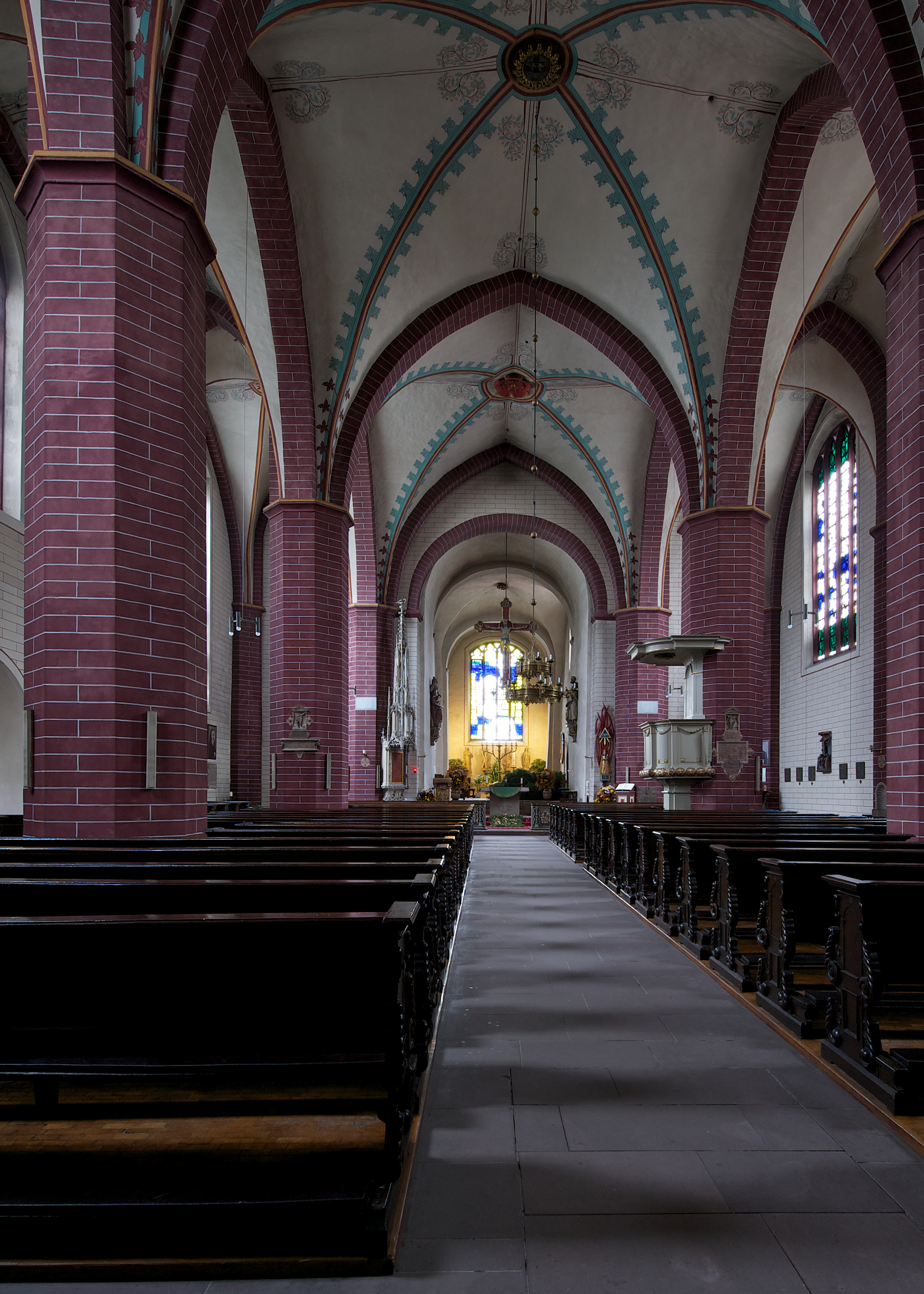
Innenraum

Die Busdorfkirche ist eine Kirche in Paderborn, die nach dem Vorbild der Grabeskirche in Jerusalem entstand. Das Stift Busdorf war ein 1036 gegründetes Kollegiatstift in Paderborn. Stift und Kirche lagen ursprünglich außerhalb der Stadt, wurden aber im 11./12. Jahrhundert im Zuge der Stadterweiterung in diese einbezogen.

## Geschichte
Der im Jahre 1009 zum Bischof von Paderborn erhobene Meinwerk bemühte sich tatkräftig um die Stärkung des von ihm in verarmtem Zustand übernommenen Bistums und investierte dabei einen Großteil seines persönlichen Vermögens. So ließ er den im Jahre 1015 neu geweihten Paderborner Dom wiederherstellen und stiftete 1014 das Kloster Abdinghof in Paderborn. Um 1033 sandte Bischof Meinwerk den Abt Wino von Helmarshausen nach Jerusalem, mit dem Auftrag, die Maße der im Jahre 1009 zerstörten Grabeskirche und des Heiligen Grabes aufzunehmen. Nach den Angaben des Wino wurde in Paderborn auf dem Busdorf die sogenannten Jerusalemkirche errichtet, für die sich später sogar das Kürzel Jerusalem durchsetzte. Bischof Meinwerk ließ sie für das von ihm gegründete Kollegiatstift bauen und weihte es im Jahre 1036 kurz vor seinem Tod, noch vor seiner Fertigstellung, im Beisein von Kaiser Konrad II. Geweiht wurde das Stift den Aposteln Petrus und Andreas. Es wurde mit reichhaltigem Besitz und Zehntrechten ausgestattet. Erster Abt war Wino von Helmarshausen. Die Umgebung des Busdorfstiftes war Immunitätsbereich, in dem – wie auch in der Domfreiheit – die städtische Gerichtsbarkeit nicht galt. Das Stift übernahm auch die Pfarrei für das Busdorf, den namengebenden Siedlungsbereich östlich der Stadtmauer. Der Standort erklärt sich nach der Vita Bischof Meinwerks aus dessen Bestreben, den Dom nach allen vier Himmelsrichtungen mit einem Kreuz aus Kirchen zu umgeben.
Während der Reformation blieb das Stift katholisch, trotz der Hinwendung einiger Busdorfer Pfarrer zur lutherischen Lehre. Im Zuge der Säkularisation wurde das Stift 1810 aufgelöst; die Kirche wurde Pfarrkirche.

## Busdorf-Urkunde
Über die Gründung des Busdorf-Stifts am 25. Mai 1036 sowie die Ausstattung mit Besitz und Zehntrechten gibt es einen Bericht in der Vita Meinwerci. Darüber hinaus existiert im Landesarchiv Nordrhein-Westfalen Abteilung Westfalen noch die Abschrift einer Urkunde aus dem Jahr 1416, die dem Verfasser der Vita Meinwerci vorgelegen hat. Diese Urkunde ist in der Schreibung der Ortsnamen zuverlässiger, von denen viele in der Region Ostwestfalen-Lippe erstmals erwähnt werden.
In der Urkunde werden 19 Herrenhöfe und für jeden eine Anzahl von Vorwerken genannt. Insgesamt sind es 72 Vorwerke:
1. Enenhus heute wüst bei Paderborn mit 13 Vorwerken, u. a. Kohlstädt.[1]
2. Sudheim (Suthem) bei Lichtenau mit 4 Vorwerken.
3. Neuhaus (Nyenhus) im heutigen Paderborn mit 4 Vorwerken.
4. Neuenbeken (Bekena) im heutigen Paderborn mit 4 Vorwerken.
5. Niederbarkhausen (Barchusen super synatha = Barkhausen über der Senne) mit den Vorwerken Oerlinghausen, Borgsen im heutigen Brackwede, Eckendorf im heutigen Leopoldshöhe, Heepen und Menkhausen im heutigen Oerlinghausen.
6. Bexten (Bikesethon) im heutigen Bad Salzuflen mit den 3 Vorwerken Hisi (Heerse), Unrecasson (Hündersen) und Ekama (Eikmeier).
7. Heiligenkirchen (Helagankyrcan) im heutigen Detmold mit den 2 Vorwerken Aldanthorpe (Hornoldendorf) und Bardincthorp (Beerentrup).[1]
8. Lügde (Lugete) mit den 2 Vorwerken Dadenbroke und Breca (beide wüst).[1]
9. Heinsen (Hegenhusen) bei Holzminden mit 4 Vorwerken.
10. Oeynhausen (Ogenhusen) bei Nieheim mit 6 Vorwerken, u. a. Herrentrup.[1]
11. Nieheim (Nyhem) mit 4 Vorwerken.
12. Herstelle (Herstelle) an der Weser mit 2 Vorwerken.
13. Daseburg (Dasburg) bei Warburg mit 2 Vorwerken.
14. Warburg (Wartberg) mit 3 Vorwerken.
15. Külte (Culete) bei Warburg/Volkmarsen mit 3 Vorwerken.
16. Hardehausen (Herswithehusen) mit 3 Vorwerken (darunter Billinghausen).
17. Korbach (Curbeke) mit 4 Vorwerken.
18. Vilese heute wüst bei Salzkotten mit einem Vorwerk.
19. Esbeck (Ebike) im heutigen Lippstadt ohne Vorwerk.

## Busdorfkirche

### Architektur

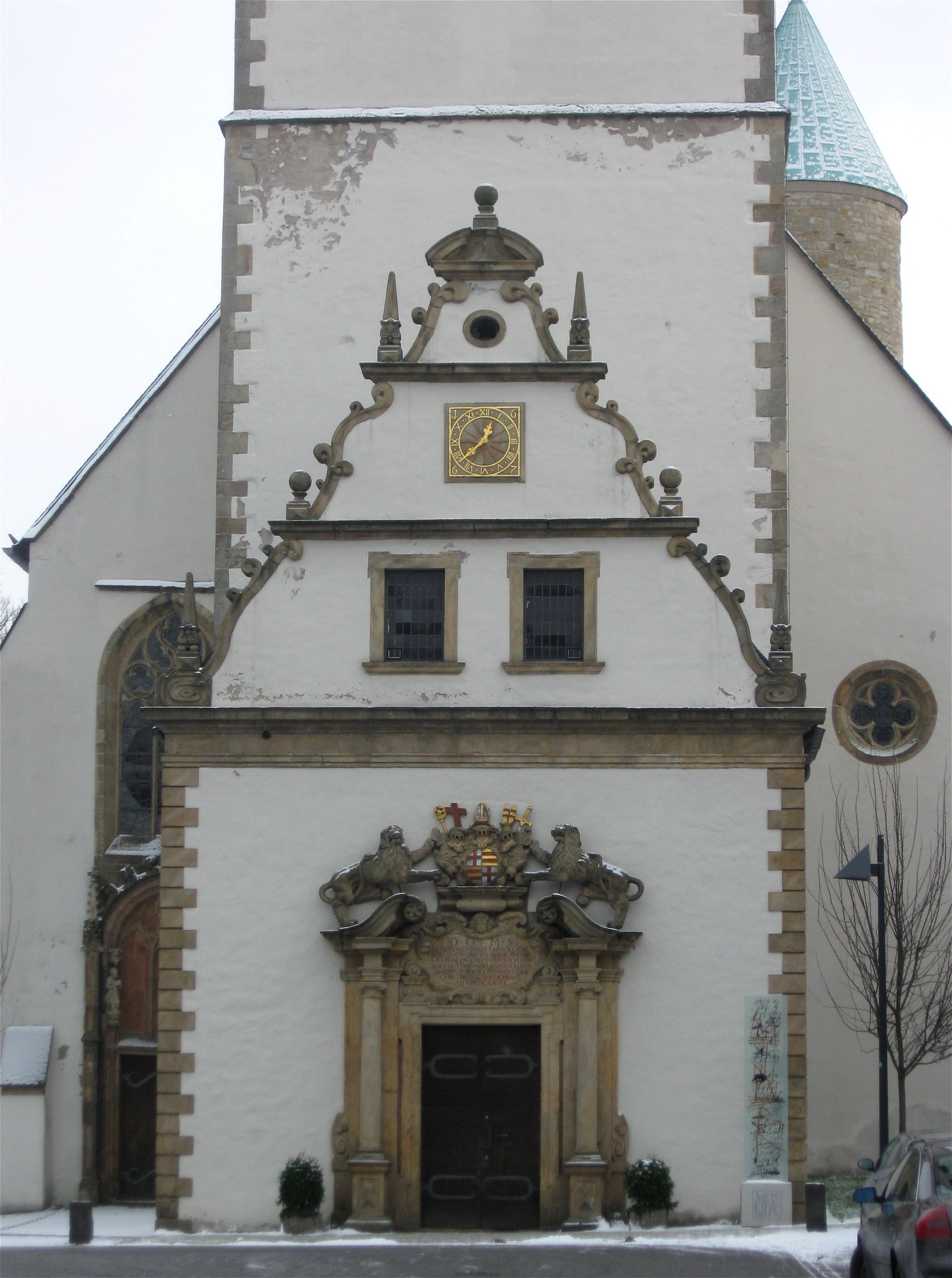
Barockes Portal

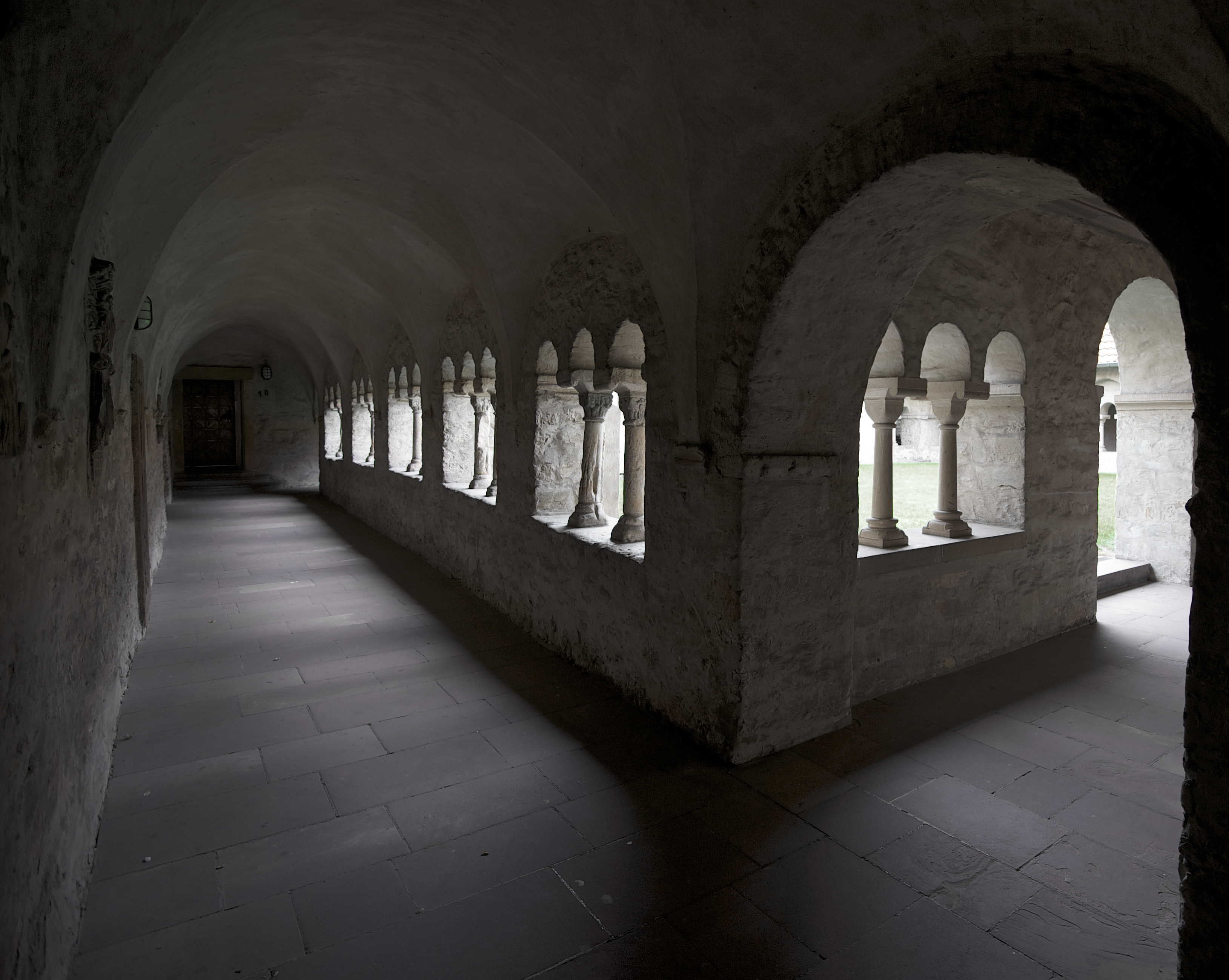
Romanischer Kreuzgang

Von der ursprünglichen Kirche, einem achteckigen Zentralbau mit vier kreuzförmig angebauten Flügeln nach dem Vorbild der Grabeskirche in Jerusalem, ist nur wenig erhalten. Sie ist ein bedeutendes Beispiel einer religiös motivierten Architekturkopie im Mittelalter und bezeugt den Kult um die Heiligen Stätten Jerusalems in der Zeit vor den Kreuzzügen. Der Bau lag etwas östlich der heutigen Kirche: seine Eingangshalle und die beiden Rundtürme, die einst die Westfassade flankierten, bilden den Chor des heutigen Baus. Der Gründungsbau wurde schon zwischen 1060 und 1071 durch eine Basilika erweitert; dabei wurde der Zentralbau weitgehend abgebrochen. Die Kirche wurde 1289 durch einen Brand zerstört und um die Wende zum 14. Jahrhundert als Hallenkirche wieder aufgebaut; das heute bestehende dreischiffige Langhaus stammt aus dieser Bauepoche. Das Hauptportal im Westen wurde um 1400 gebaut. Der Ausbau des Westturms und des Seitenschiffes erfolgte in der Spätgotik. Der untere Teil des großen Turms im Westen stammt aus dem 12. Jahrhundert, das dritte Geschoss und der Giebel stammen aus der Gotik; der Turm wurde 1629 in seiner heutigen Form mit dem heutigen Dachabschluss umgebaut. Die Vorhalle mit dem barocken Portal wurde 1667 von Ambrosius von Oelde während der Amtszeit von Bischof Ferdinand von Fürstenberg erbaut. Im Zweiten Weltkrieg erlittene Schäden wurden 1953 mit einer Neugestaltung des Innenraums beseitigt. 1984 wurde die nach dem Zweiten Weltkrieg vorgenommene hellgraue Ausmalung im Langhaus wieder durch die ursprüngliche Farbigkeit ersetzt. Neben dem Bau steht ein romanischer Kreuzgang aus der Zeit um 1180, der sogenannte Pürting (westfälisch, abgeleitet von lateinisch Porticus, Vorhalle). Rillen an den Säulenschäften und am Südportal werden als Spuren eines mittelalterlichen Schwertschleif-Brauchs verstanden.

### Inneres
In der dreischiffigen Halle befinden sich mehrere Sehenswürdigkeiten: ein siebenarmiger Leuchter, ein von etwa 1228 stammendes hölzernes Kruzifix, ein spätgotisches Sakramentshäuschen und ein Taufstein aus derselben Zeit, sowie Epitaphien aus dem 15. bis 18. Jahrhundert.
Bischof Meinwerk starb am 5. Juni 1036 und wurde in der Kapelle des Klosters Abdinghof bestattet. Als das Kloster im Jahre 1810 aufgehoben wurde, brachte man den Sarkophag in die Busdorfkirche. Dort befindet er sich heute im Hohen Chor; allerdings wurden einige Gebeine 1936 entnommen und in der Krypta des Doms bestattet, wo sie in der Bischofsgruft unter dem Sarkophagdeckel mit der Figur Meinwerks liegen. Der Sarkophag in der Busdorfkirche hat seitdem einen schlichten Deckel.

## Glocken
Die Busdorfkirche besitzt ein dreistimmiges Bronzegeläut mit zwei historischen Glocken:
- Glocke I, Ton h°+6, Gewicht 2.400 kg, gegossen 1974 von Petit & Edelbrock in Gescher.
- Glocke II, Ton d′+6, Gewicht 1.400 kg, gegossen 1630 von Nicolaus Gomon.
- Glocke III, Ton e′+6, Gewicht 930 kg, gegossen 1630 von Nicolaus Gomon.

Das Geläut ist gegenwärtig (Stand September 2014) wegen Turmschäden stillgelegt, eine Innensanierung des Turmes ist bereits geplant.

### Heutige Nutzung
Von 1817 bis 1863 war die Busdorfkirche Gemeindekirche der seit 1802 bestehenden evangelischen Gemeinde in Paderborn. Seit 1998 gehört sie zur katholischen Innenstadtpfarrei St. Liborius. Neben Hl. Messen in der ordentlichen Form finden dort auch regelmäßig solche in der außerordentlichen Form (tridentinische Messen) statt.